# Kyle Broflovski

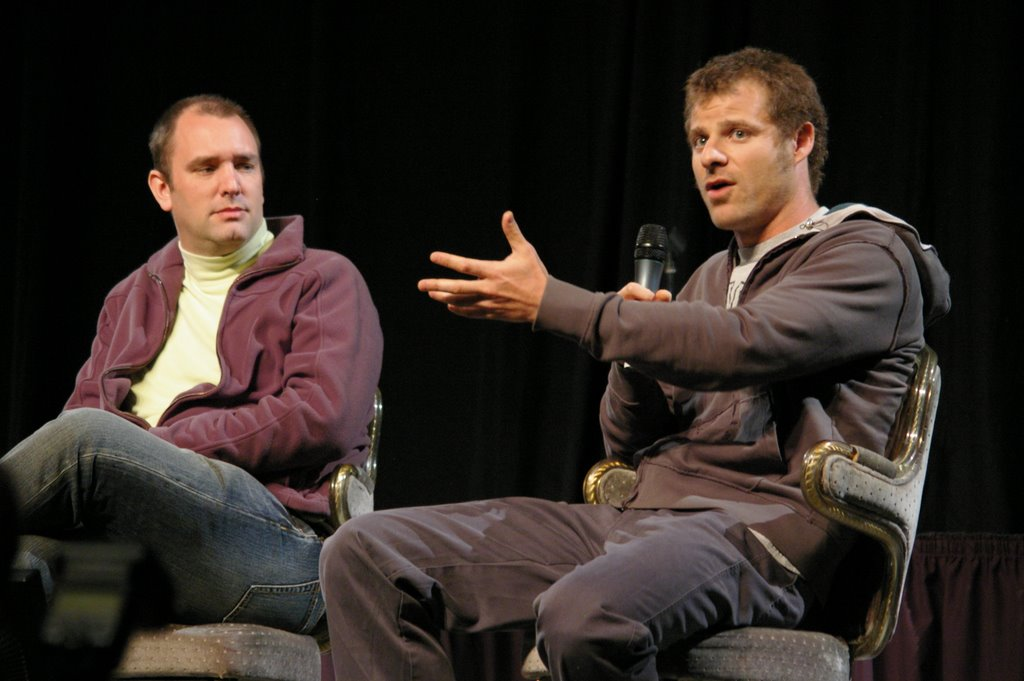
Zatímco postava Stana Marshe byla založená na Trey Parkerovi, Kyle Broflovski byl vymodelován na Mattu Stoneovi (vpravo)

Kyle Broflovski (někdy též Kyle Broflovsky) je fiktivní postava z amerického animovaného seriálu South Park, vysílaného na Comedy Central, kde společně s Ericem Cartmanem, Stanem Marshem a Kenny McCormickem patří mezi hlavní postavy. Jedná se o postavu částečně založenou na spolutvůrci South Parku, Mattu Stoneovi.

## Osobnost
Stejně jako i Kylovi přátelé, i sám Kyle je často vulgární a nebere si servítky před ničím, zvláště útokům Erica Cartmana na jeho náboženství a pohledy na svět. Kyle tak jako Stone je svéhlavý a tvrdohlavý, jelikož se nerad podílí na aktuálních trendech, čímž dochází k problémům se zapadáním do kolektivu. Kyle patří mezi nejmorálnější hlavní postavy a často se vyjadřuje k cenzuře v televizi, právu, globální ekonomii a též občanské svobodě.
Kyle má rád fekální humor, seriál Griffinovi a také kanadské duo Terrance a Phillip.
Pokaždé když má Kyle morálně laděný proslov na konci epizody, začíná větou „You know, I learned something today...“, kterou používají i jiné postavy, nejméně však Cartman.

## Rodina
Kyleovi rodiče jsou Sheila a Gerald Broflovski, původem polští Židé, kteří pocházejí z New Jersey, ale usadili se v South Parku, ve státě Colorado. Gerald se živí jako právník, zatímco Sheila je žena v domácnosti, která se stará (někdy až přehnaně) o svého syna (stereotyp židovské matky). Zatímco Sheila se snaží manipulovat svého syna emocionálně, Gerald svému synovi obvykle poskytne racionálně založené rady, které často pomáhají osobnostnímu rozkvětu Kyla Broflovského.